# Emily Beecham

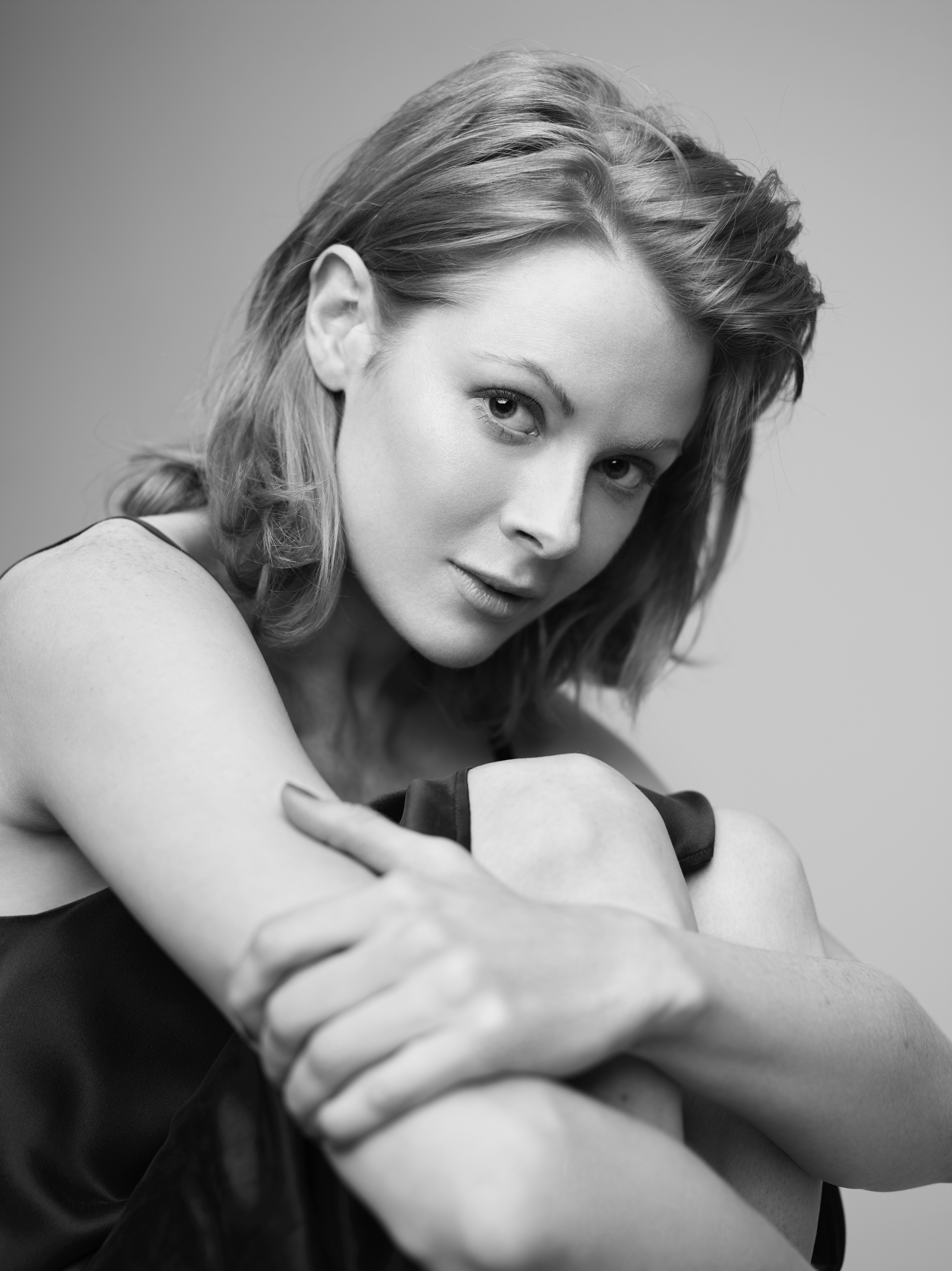
Emily Beecham (2019)

Emily Beecham (ur. 12 maja 1984 w Manchesterze) – angielska aktorka filmowa i telewizyjna. Posiada podwójne obywatelstwo – brytyjskie i amerykańskie. Laureatka nagrody dla najlepszej aktorki na 72. MFF w Cannes za rolę w filmie Kwiat szczęścia (2019) Jessiki Hausner.

## Filmografia

### Filmy
| Rok  | Tytuł                         | Rola                | Uwagi       |
| ---- | ----------------------------- | ------------------- | ----------- |
| 2006 | Bon Voyage                    | Rachel Aldred       | film TV     |
| 2007 | 28 tygodni później            | Karen               |             |
| 2007 | Zawód gangster                | Kelly               |             |
| 2007 | Agatha Christie: Panna Marple | Elvira Blake        | film TV     |
| 2007 | God’s Wounds                  | Poppy               | krótkometr. |
| 2009 | The Calling                   | Joanna              |             |
| 2010 | Basement                      | Pru                 |             |
| 2010 | Pulse                         | Stella Hamilton     | film TV     |
| 2012 | Animal Charm                  | Jezebel             | krótkometr. |
| 2013 | Art Is...                     | Lulu                |             |
| 2013 | Trzynasta opowieść            | Isabelle Angelfield | film TV     |
| 2014 | Happy Birthday to Me          | Lucy                | krótkometr. |
| 2016 | Ave, Cezar!                   | Diedre              |             |
| 2017 | Daphne                        | Daphne              |             |
| 2019 | Berlin, I Love You            | Hannah              |             |
| 2019 | Kwiat szczęścia               | Alice               |             |
| 2019 | The Octopus Nest              | Claire              | krótkometr. |
| 2019 | Kingdom                       | The Scavenger       | krótkometr. |
| 2020 | Sulphur and White             | Vanessa Tait        |             |
| 2020 | Tortoise                      | Anna                | krótkometr. |
| 2021 | W strefie wojny               | Sofiya              |             |
| 2021 | Cruella                       | Catherine           |             |

### Seriale
| Rok     | Tytuł                     | Rola                | Uwagi              |
| ------- | ------------------------- | ------------------- | ------------------ |
| 2006    | Afterlife                 | Sash                | 1 odc.             |
| 2007    | The Innocence Project     | Rachel              | 1 odc.             |
| 2007    | Party Animals             | Vienna Lurie        | 1 odc.             |
| 2007    | Nowe triki                | Laura Small         | 1 odc.             |
| 2007    | The Bill                  | Angela Myatt        | 1 odc.             |
| 2008    | Lewis                     | Nell Buckley        | 1 odc.             |
| 2008    | Tess of the d’Urbervilles | Retty Priddle       | 2 odc.             |
| 2009    | Unforgiven                | Lucy Belcome        | 3 odc.             |
| 2009    | The Street                | Gemma               | 2 odc.             |
| 2009    | Przygody Merlina          | Emmyria             | 1 odc.             |
| 2010    | Milczący świadek          | Anna Flannery       | 2 odc.             |
| 2011    | The Runaway               | Caroline Dixon      | 2 odc.             |
| 2012    | Case Sensitive            | Mary Trelease       | 2 odc.             |
| 2012    | Układy                    | córka Rutgera       | 1 odc.             |
| 2012    | The Fear                  | Janey Beckett       | 3 odc.             |
| 2013    | Blandings                 | Miss Younghusband   | 1 odc.             |
| 2013    | The Village               | Caro Allingham      | 6 odc.             |
| 2014    | Muszkieterowie            | Adele Besset        | 1 odc.             |
| 2015-19 | Kraina bezprawia          | Minerva (The Widow) | 16 odc.            |
| 2021    | Pogoń za miłością         | Fanny Logan         | miniserial, 3 odc. |